# دهستان چاه دادخدا
دهستان چاه دادخدا، یکی از دهستان‌های بخش چاه دادخدا شهرستان قلعه‌گنج در استان کرمان ایران است. مرکز این دهستان، شهر چاه دادخدا است.

## جمعیت
بر پایه سرشماری عمومی نفوس و مسکن در سال ۱۳۹۵، جمعیت دهستان چاه دادخدا برابر با ۱۱٬۶۹۳ نفر بوده‌است.